# Geladaindong
Le Geladaindong (tibétain : Geladaindong ; chinois : 各拉丹冬 ; pinyin : Gèlādāndōng) est une montagne qui s'élève à 6 621 m d'altitude dans la ville-district de Golmud, au sein de la préfecture autonome mongole et tibétaine de Haixi, dans la province du Qinghai en Chine. Elle est le point culminant des monts Tanggula. Ses glaciers constituent la source du fleuve Yangzi Jiang.
Elle abrite plus de vingt espèces d'animaux sauvages dont le cerf au museau blanc, l'hémione, le léopard des neiges et le tétraogalle.